# Baconia illustris
Baconia illustris är en skalbaggsart som först beskrevs av Lewis 1900.  Baconia illustris ingår i släktet Baconia och familjen stumpbaggar. Inga underarter finns listade i Catalogue of Life.